# North Pembroke
North Pembroke es un lugar designado por el censo ubicado en el condado de Plymouth en el estado estadounidense de Massachusetts. En el Censo de 2010 tenía una población de 3.292 habitantes y una densidad poblacional de 286,66 personas por km².

## Geografía
North Pembroke se encuentra ubicado en las coordenadas 42°5′52″N 70°47′00″O / 42.09778, -70.78333. Según la Oficina del Censo de los Estados Unidos, North Pembroke tiene una superficie total de 11.48 km², de la cual 11.48 km² corresponden a tierra firme y (0.05%) 0.01 km² es agua.

## Demografía
Según el censo de 2010, había 3.292 personas residiendo en North Pembroke. La densidad de población era de 286,66 hab./km². De los 3.292 habitantes, North Pembroke estaba compuesto por el 94.93% blancos, el 0.7% eran afroamericanos, el 0.15% eran amerindios, el 1.85% eran asiáticos, el 0% eran isleños del Pacífico, el 0.67% eran de otras razas y el 1.7% pertenecían a dos o más razas. Del total de la población el 1.18% eran hispanos o latinos de cualquier raza.